# As Rochambelles

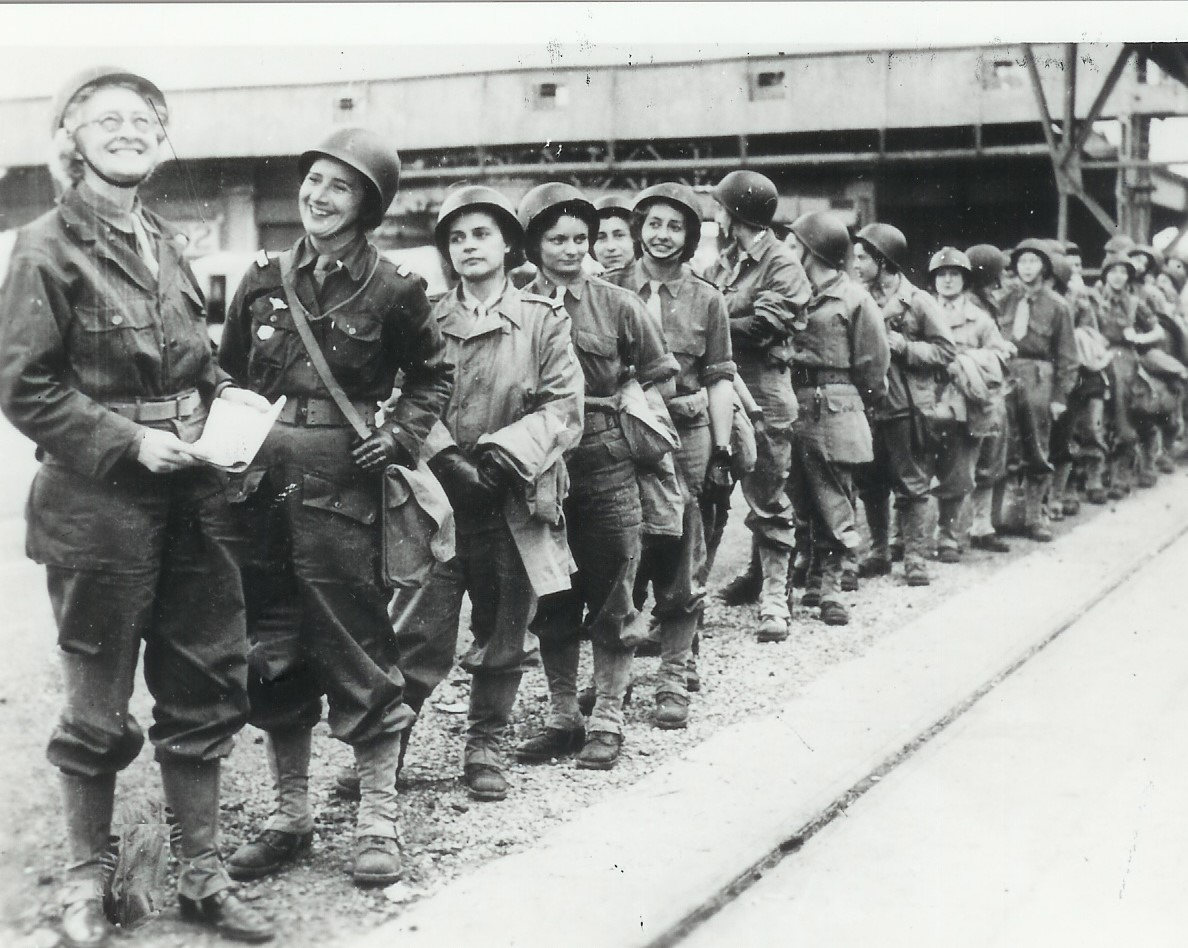
Florence Conrad, Suzanne Torrès e as Rochambelles no cais de Southampton, prontos para cruzar para a França, em 30 de julho de 1944. (Foto cortesia do Musée de la Libération)

As Rochambelles foram motoristas, mecânicas e enfermeiras francesas, além da primeira unidade feminina integrada em uma divisão blindada na frente ocidental durante a Segunda Guerra Mundial. Um total de 51 mulheres serviram na Primeira Companhia, 13º Batalhão Médico da Segunda Divisão Blindada Francesa (2e DB) de 1943 a 1945, e depois alguns membros seguiram para a Indochina.

## Organização

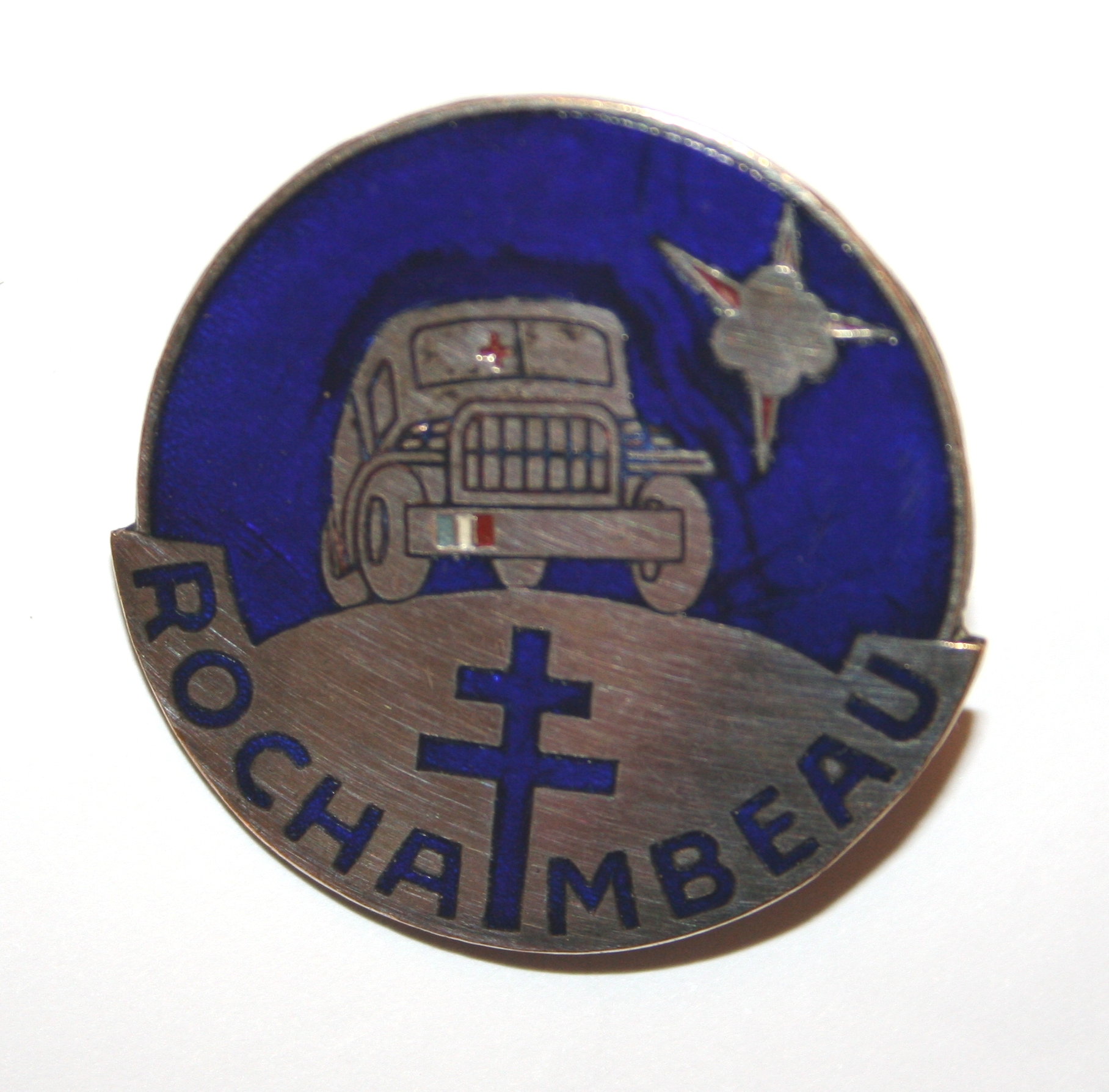
Insígnia das Rochambelles.

Em 1941, Florence Conrad, uma rica viúva americana que viveu na França por muitos anos, voltou para Nova York. Ela dirigiu uma ambulância durante a Batalha da França em 1940 e depois transportou suprimentos para campos de prisioneiros de guerra. Ela acreditava que um corpo de ambulâncias exclusivamente feminino libertaria os homens para lutar. Ela começou a arrecadar dinheiro e procurar motoristas, acabando por comprar 19 ambulâncias Dodge WC54.
Ela e a sua tenente, Suzanne Torrès, recrutaram uma dúzia de mulheres, a maioria delas francesas, que tinham sido excluídas do seu país pela ocupação nazi. Elas aprenderam mecânica básica de automóveis no antigo recinto da Feira Mundial em Flushing, no Queens, fizeram cursos de primeiros socorros ministrados pelo exército e se ofereceram como voluntárias em hospitais de Nova York para aprimorar suas habilidades médicas. Como o nome Lafayette foi adotado pelos pilotos voluntários da Primeira Guerra Mundial, elas se autodenominaram Grupo Rochambeau em homenagem ao general da Guerra de Independência dos Estados Unidos, o Conde de Rochambeau.
Aceitas pelo Exército Francês Livre, navegaram para o Marrocos, onde se juntaram outras 22 francesas. Florence Conrad conseguiu integrar a unidade de ambulâncias como parte da 2ª Divisão Blindada, liderada pelo General Philippe Leclerc de Hauteclocque. Após treinamento adicional na Argélia, os homens da divisão apelidaram as motoristas de ambulância de “Rochambelles”, um nome que permaneceu desde então. Quando partiram para a Inglaterra em maio de 1944, os transportadores americanos recusaram-se a deixá-las embarcar: não eram permitidas mulheres. O General Leclerc interveio: “Não são mulheres, são motoristas de ambulância!”

## Para a guerra

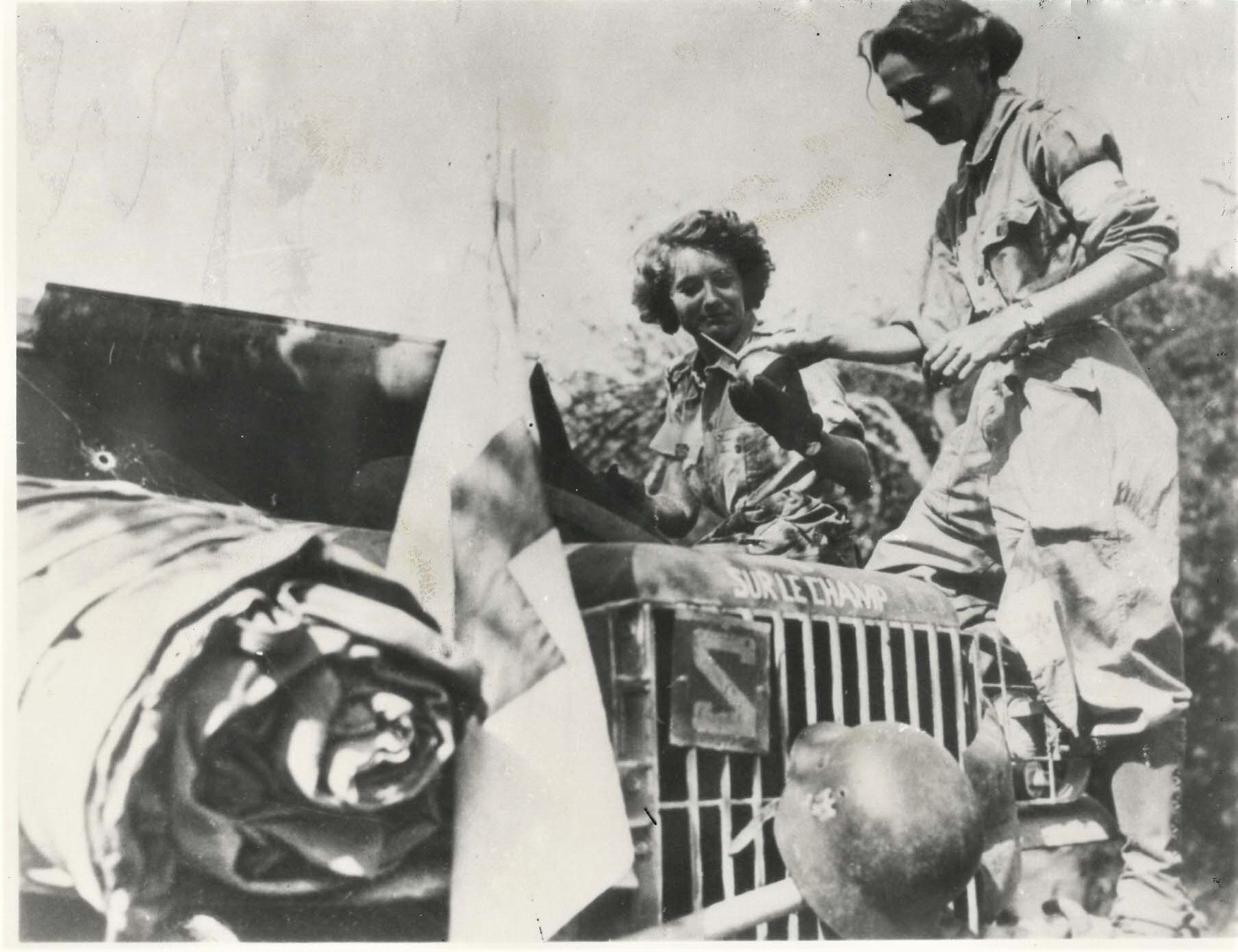
Anne-Marie Davion (esquerda) e Anne Hastings trabalham em sua ambulância na Normandia, em agosto de 1944. (Foto cortesia do Musée de la Libération)

A 2ª Divisão Blindada, incluindo suas motoristas de ambulância, cruzou o Canal da Mancha em 1º de agosto de 1944, juntando-se ao Terceiro Exército do General George S. Patton para a Batalha da Normandia em curso. Embora não fossem combatentes, as Rochambelles foram bombardeadas, baleadas, feitas prisioneiras e uma desapareceu para sempre. Aprenderam a superar o medo e o seu desempenho foi tal que, quando chegaram a Paris, onde o General Leclerc esperava recrutar motoristas do sexo masculino, ele as convocou para uma reunião e anunciou que haviam conquistado seu lugar na divisão. “Vocês cumpriram [sua missão] com tanto brio e devoção, conquistando a admiração de seus comandantes e de todos em sua unidade, que vou mantê-las”, disse ele.
De setembro de 1944 a fevereiro de 1945, as Rochambelles resgataram soldados feridos na chuva e na lama da Lorena e durante o inverno rigoroso na Alsácia, suportando as mesmas condições de combate que os soldados homens. A divisão foi enviada para descansar e se recuperar no Vale do Loire em março, e depois chamada de volta à ação em meados de abril, enquanto os exércitos aliados atravessavam a Alemanha. Uma Rochambelle morreu em um acidente de jipe perto de Berchtesgaden.
No pós-guerra, muitas das Rochambelles disseram que tiveram dificuldade em se reajustar à vida civil, mas encontraram consolo em amizades fortes e duradouras com os seus colegas veteranos. Todas as mulheres receberam a Medalha Militar pelo serviço prestado e a maioria também foi premiada com a prestigiada Croix de guerre.

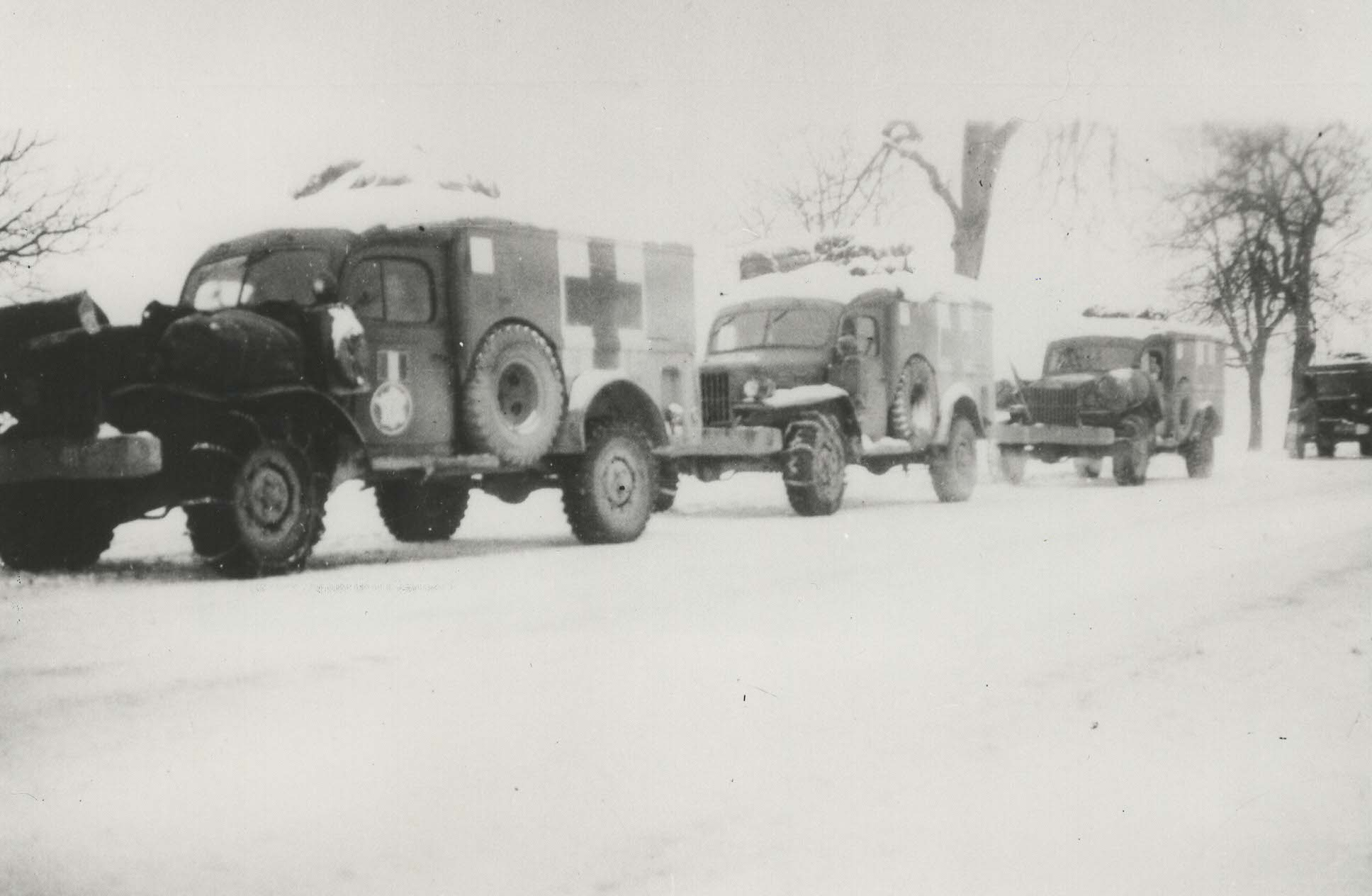
Ambulâncias na neve na Alsácia, em janeiro de 1945. (Foto cortesia do Musée de la Libération)